# Doncellas de Hiperbórea
En la mitología griega, las doncellas hiperbóreas (en griego: Ὑπερβορέων παρθένων, Hyperboréōn parthénōn) son tres muchachas o náyades cuyos nombres parlantes hacen alusión al tiro con arco y la caza. Se llamaban Hecaerge o Hecaerga (Ἑκαέργη, de ἑκαεργος, ‘apartar o alejar del enemigo’), Loxo (Λοξώ, de λόχος, ‘al acecho’) y Upis u Opis (Οὐπις, de ὄψις, ’mirada’). Todos estos nombres son, en realidad, epítetos de Artemisa.

## En Calímaco
Estas muchachas fueron las primeras en ofrecer sacrificios a Apolo y Artemisa en la isla de Delos, adonde habían llevado objetos sagrados. A ellas se les encargó la educación de los dos niños divinos. Cuando Artemisa creció decidió asaetear a Orión porque se había atrevido a violar a Opis.
«Las primeras en llevarte [a Artemisa] las primicias desde el país de los rubios Arimaspos fueron Upis, Loxo y la feliz Hecaerge, hijas de Bóreas, y también unos varones, lo más granado de la juventud Hiperbórea. Ninguno de ellos regresó a su casa, pero fueron dichosos y consiguieron gloria y renombre».

## En Pausanias
Pausanias dice que las hijas de los delios se cortaban los cabellos en honor Hercaerge y Opis. Olén el licio fue el primero que compuso un himno a Aqueya (esto es, Deméter) y dijo que Aqueya había llegado a Delos desde los Hiperbóreos. Después, Melanopo de Cime compuso un canto a Opis y a Hecaerge, diciendo que estas llegaron todavía antes que Aqueya desde los hiperbóreos a Delos. Los habitantes de Yúlide, una de las cuatro ciudades de Ceos, veneran a una Afrodita Hecaerga.

## En Heródoto
Según Heródoto, los propios delios cuentan también que, pasando por varios pueblos, a Delos habían llegado otras doncellas hiperbóreas, llamadas Arge y Opis, y antes de ellas Hipéroca y Laódice. Estas últimas, en efecto, llegaron para satisfacer a Ilitía el tributo que los hiperbóreos se habían  impuesto por la rapidez del parto, en tanto que, según dicen, Arge y Opis llegaron en compañía de las mismísimas diosas; y, por parte de los delios, se  les rinden otros honores. En efecto, las mujeres organizan en su honor colectas, mientras invocan sus nombres. Los isleños y los jonios han aprendido de los delios a celebrar con himnos a Opis y Arge, invocando sus nombres y realizando colectas. Asimismo, cuando sobre el altar se queman los muslos  de las víctimas, la ceniza resultante se emplea en derramarla sobre el sepulcro de Opis y Arge.